# Kriegsdenkmünze 1814/1815 (Sachsen-Altenburg)
Die Kriegsdenkmünze 1814/1815 wurde am 28. Oktober 1816 von Herzog August von Sachsen-Gotha-Altenburg für Offiziere, Unteroffiziere und Mannschaften gestiftet, die sich während der Feldzüge von 1814 und 1815 bewährt hatten.
Die bronzene Medaille zeigt auf der Vorderseite einen Fürstenhut mit der Umschrift IM • KAMPFE • FUER • DAS • RECHT. Rückseitig ist die altenburgische fünfblättrige Rose zu sehen, die von einer zwischen zwei Kreislinien am Rand hinlaufenden Verzierung umschlossen ist. Im Rand eingeschlagen * HERZOGTH. • GOTHA • UND • ALTENBURG • MDCCCXIV. MDCCCXV *.
Getragen wurde die Auszeichnung an einem grasgrünen Band mit schwarzen Randstreifen und durchsetzten goldenen Querstreifen auf der linken Brust.